# Montours
Montours (en bretó Montourz, en gal·ló Montórs) és un municipi francès, situat a la regió de Bretanya, al departament d'Ille i Vilaine. L'any 2006 tenia 929 habitants.

## Demografia
| 1962                                       | 1968  | 1975 | 1982 | 1990 | 1999 |
| ------------------------------------------ | ----- | ---- | ---- | ---- | ---- |
| 1.088                                      | 1.040 | 940  | 807  | 810  | 806  |
| Des de 1962: població sense dobles comptes |       |      |      |      |      |

## Administració
| Període | Identitat     | Partit |
| ------- | ------------- | ------ |
| 1977-   | Jean Malapert |        |